# Vera Barclay
Œuvres principales
Le Louvetisme et la formation du caractère (1927)
Compléments
- Créatrice du louvetisme
- A obtenu le Loup d'argent

Vera Charlesworth Barclay, née le 10 novembre 1893 à Hertford Heath (Angleterre) et morte le 19 septembre 1989 à Sheringham (Angleterre), est une écrivaine britannique et la créatrice du louvetisme. Elle été la collaboratrice de Robert Baden-Powell, le fondateur du scoutisme. 
Elle a écrit plusieurs ouvrages : livres et manuels de formation pour enfants, , notamment sous les pseudonymes : Vera Charlesworth, Margaret Beech, Hugh Chichester.

## Biographie
Née en Angleterre en 1893 dans une famille de huit enfants, d'un père pasteur, le Révérend Charles W. Barclay, et d'une mère romancière connue, Florence Louisa Charlesworth (1862-1921), Vera Barclay adhère au mouvement scout en 1912 et devient une des premières Scoutmistress. En 1914, elle est un des premiers chefs de meute. Pendant une quinzaine d’années, et plus particulièrement pendant la guerre, elle remplacera ainsi des scoutmestres jusqu’à ce que l’on trouve un homme pour remplir la tâche.
Elle raconte elle-même en 1915 comment elle a fondé sa première meute à Hertford Heath, au Nord-Est de Londres : un des petits garçons la harcelait quand elle s’occupait de sa troupe scoute : « Mademoiselle, mademoiselle, si les scouts veulent de nous, on est prêt. » Elle écrit : « Quand j’ai vu ces garçons hauts comme trois pommes et dépenaillés me saluer avec trois doigts, j’ai commencé à estimer que quelque chose devait être fait pour eux.» Elle consacre dès lors ses soirées du lundi, mercredi, jeudi et vendredi, ses week-ends et une partie de ses vacances au scoutisme. Elle recrute ensuite sa sœur Angela pour lui succéder à la tête de la meute.
En 1916, elle est infirmière à l'hôpital de la croix rouge de Netley, près de Portsmouth. Le 24 juin, Baden-Powell organise une réunion à 116 Victoria Street où il présente son projet de branche du mouvement scout pour les garçons de huit à douze ans, les louveteaux. En juillet, il écrit à son ami Rudyard Kipling pour demander la permission d'utiliser son roman Le Livre de la jungle comme inspiration pour un manuel pour les louveteaux. Il persuade Vera de travailler avec lui à rédiger le manuel. Elle rejoint donc l’Équipe Nationale pour s’occuper de la branche louvetisme. Chaque matin, elle retrouve sur son bureau des petites notes de Baden-Powell écrites sur du papier à cigarettes (à cette époque, ce papier était utilisé comme coagulant pour les coupures dues au rasage) que ce dernier rédigeait lors de ses ablutions.
Vera Barclay évoque avec humour que ce manuel ne sera pas pour « ces personnes solennelles qui ont attendu un épais manuel décrivant la façon d’instruire un enfant de huit à douze ans ; c'est-à-dire, comment le former jusqu'à ce que le transformer en petite machine stupide ; comment écraser son esprit désireux d’apprendre sous une charge de cauchemar de précision scolaire, ces gens seront péniblement déçus.» Toutefois, elle tient à harmoniser les différentes pratiques, et se déplacera dans pas moins de 500 meutes pour apprendre le grand hurlement aux louveteaux.
Convertie au catholicisme, elle œuvre énormément pour lever les méfiances que le clergé conserve à l’encontre du mouvement scout. Elle obtiendra en Angleterre l’appui du cardinal Bourne, permettant ainsi un accroissement significatif de l’effectif en Angleterre, mais aussi et surtout en France (elle parlait parfaitement le français, appris dans l'enfance) : elle décerne au Père Sevin le titre d’« Akela leader » permettant à ce dernier de former à son tour des chefs de meute. Elle séjournera d’ailleurs plusieurs fois à Chamarande en 1923, 1925 et 1927.
En septembre 1920, elle fait ses adieux à l’équipe nationale anglaise dans un article de la gazette du siège social en annonçant son entrée chez les religieuses de la Charité (de Saint Vincent de Paul). Dans la même édition, Robert Baden-Powell la remercie chaleureusement en lui décernant le « Loup d'argent », la plus haute récompense du scoutisme, pour services rendus.
Toutefois, il semble que ce ne fut qu’un essai, puisque trois ans après, elle rédige encore des articles pour des revues scoutes et publie à nouveau des manuels de formation. Elle écrit beaucoup, notamment sous le pseudonyme de Margaret Beech : des livres pour enfants, mais aussi des essais religieux.
En 1931, elle quitte l'Angleterre pour s’installer en Suisse. Avant que n'éclate la Seconde Guerre mondiale, elle s'installe à Bognor Regis, près de Brighton. Pendant une partie de la guerre, elle déménage à Helmsley dans le Yorkshire, puis revient à Bognor Regis. 
Dans les années 1950, elle aide à faire connaître le Linceul de Turin en Angleterre et devient un des meilleurs experts anglais de l'histoire de cette relique.
Vera Barclay meurt aveugle à Sheringham dans le Norfolk, en septembre 1989, à l'âge de quatre-vingt-quinze ans.

### Ouvrages parus en France
Note : la première date est celle de la première édition française.
- 1923 : Vie de Florence L. Barclay - écrite par sa fille Vera Barclay. Traduit par E. de Saint-Segond ; Paris : Plon.
- 1926 : Le Louvetisme. Comment conduire une meute (Cubbing). Traduit par Louis Doliveux, commissaire des Scouts de France ; Paris : éditions Spes.
- 1927 : Le Louvetisme et la formation du caractère (Character training in the wolf cub pack). Traduit par Père Sevin ; Paris : Éditions Spes.
- 1928 : Les Belles Aventures de Pierre le Louveteau (Peter the Cub). Traduction de Aimé Bargaud. Illustrations de Jacqueline Bournat ; Paris : Éditions du Seuil.
- 1930 : Danny le détective (Dany the détective). Traduit par J. Tarnaud. Paris, Impr. Pascal ; Libr. de la Revue française ; Alexis Redier, éditeur.
- 1930 : Sagesse de jungle, le livre des chefs de meute (Jungle wisdom). Akèla Leader ; Paris : Éditions Spes.
- 1931 : Jeux pour Mowgli. Traduit par Renée Magon de Saint-Elier, cheftaine S.D.F. Brevetée de Chamarande ; Compiègne (Oise)
- 1932 : Histoires des saints à la chandelle (Stories of the Saints by Candle-light). Traduit par Pierre Noillïc. Publié avec l'autorisation de l'auteur et de l'éditeur (Faith Press, à Londres).
- 1933 : Le Mystérieux Vagabond (The Mysterious Tramp). Illustrations de Pierre Rousseau ; Paris, Impr. auxiliaire, Collection "Le Feu de camp". Romans scouts, publiés sous la direction de André Noël et Maurice de Lansaye.
- 1934 : Les Belles Découvertes de Pierre et de Véronique (Peter and Veronica: Spring-time Lessons in an Old Garden), Traduit par Aimé Bargaud, Illustrations de Hita ; Belfort, Société générale d'imprimerie ; Paris, Éditions Mariage et Famille.
- 1935 : La Meute de Danny (Danny's Pack). Illustration de Pierre Rousseau. Paris, Impr. auxiliaire ; J. de Gigord, éditeur ; Collection « Le Feu de camp », romans scouts, publiés sous la direction de André Noël et Maurice de Lansaye. N°8.
- 1938 : Jeux pour louveteaux (Book of cub games). Paris : Spes ; 1937.
- 1939 : L'Homme de la tour (The Mystery Man in the Tower ), Traduit par Claude Orsent. Illustrations de Camille Alby. Paris : J. de Gigord.
- 1939 : Le Saint Viking [Suivi de : Moines et dragons (Pères du désert). Lettre de saint Grégoire à Satan. Les Trois victoires de saint Ambroise.] Traduit par Claude Orsent. Illustrations de Pierre Joubert. Paris, J. de Gigord.
- 1945 : Les Belles Vacances de Pierre, Étienne et Véronique, traduit par Aimé Bargaud. Illustré par Pierre Joubert. Paris, Éditions du Seuil.
- 1946 : Gyp et l'anneau magique (Gyp and the Pedlar's Ring), traduit par Pierre Péron. Illustré par Raymonde Lombardin. Paris, Éditions du Seuil.
- 1949 : Les Secrets d'un magicien (They meet a wizard), Vera Charlesworth Barclay. Texte français de Marthe Wohlers et Jacqueline des Gouttes ; dessins de Agnès Hoffet. Neuchâtel-Paris. Collection « La Vie des bêtes ».
- 1949 : Le Mystère du château de Meadscourt, Vera Charlesworth Barclay. Traduit de l'anglais par Pierre Péroni. Illustrations de W. L. Cable et P. Wüst. Neuchâtel, Paris ; « Collection Jeunesse ».
- 1950 : Trois enfants et un éléphant (They found an elephant). Illustré par Agnès Hoffet. Traduit par Marthe Wohlers ; Neuchâtel-Paris.
- 1950 : Propos sur la méthode scoute, la discipline, la bande, l'émulation. Traduit par Pierre Péroni. Introduction par J. S. Wilson. Neuchâtel, Paris.
- 1954 : Les Exploits de Jane Brooke (Jane and the pale faces). Traduction de Suzanne Dollé ; Illustrations de Françoise Bertier ; Presses de l'Ile de France (La Pierre-qui-Vire, les Presses monastiques).
- 1957 : Cette terrible Jane (Jane Will You Behave). Traduit par Alice Caselmann ; Illustrations d'Agnès Hoffet ; Couverture de Françoise Bertier ; Neuchâtel, Paris ; Delachaux et Niestlé ; « Collection Jeunesse ».

### Ouvrages inédits en France
- 1919 : Danny, again (jeunesse)
- 1921 : Short Instructions on the Mass (chrisianisme)
- 1926 : Scouting for Catholics
- 1928 : The Way into the Kingdom (chrisianisme)
- 1933 : Knave of Hearts (polar)
- 1933 : Saints of these Islands
- 1934 : Camp Fire Singing for Scouts and Guides Swiss Folk Songs
- 1934 : Joc, Colette and the Animals (jeunesse)
- 1935 : Joc, Colette and the Birds (jeunesse)
- 1935 : Joc, Colette and the Seashore (jeunesse)
- 1937 : Joc and Colette at the Natural History Museum (jeunesse)
- 1937 : Jane Versus Jonathan (jeunesse)
- 1950 : Darwin is not for Children (chrisianisme)
- 1951 : Challenge to the Darwinians (chrisianisme)
- 1951 : Morning Star and other poems (poésie)
- 1955 : The Face of a King (Linceul de Turin)
- 1956 : The Holy Shroud: A Divine Message For Our Day – Through Photography (Linceul de Turin)

## Sources
- Fiona Mercey, Vera Barclay - le grand jeu de l'enfance, Carrick, 2016.
- Bibliothèque nationale de France (bibliographie)